# Milichiella sterkstrooma
Milichiella sterkstrooma är en tvåvingeart som beskrevs av Irina Brake, 2009. Milichiella sterkstrooma ingår i släktet Milichiella och familjen sprickflugor. Inom Milichiella tillhör arten artgruppen Argentea.

## Utbredning
Arten är känd från de östra delarna av Sydafrika.

## Utseende
Kroppslängden är 3,1 mm och vinglängden 3,1 mm. Kropp och huvud är svarta och vingarna är genomskinliga med bruna vener. Hannarna har svarta halterer.

## Levnadssätt
Inget är känt om artens levnadssätt.